# Guangzhou Circle
De Guangzhou Circle (Chinees: 广州圆大厦, Guangzhou Yuan) is een wolkenkrabber in Guangzhou, Zuid-China. Het gebouw is ontworpen door de Italiaanse architect Joseph Di Pasquale van het Milanese architectenbureau AM Project.
Het gebouw is opgetrokken aan de oevers van een van de armen van de Zhu Jiang of Parelrivier, en ligt tussen de rivier en net buiten de S81, de binnenste van de twee ringsnelwegen rond Guangzhou. Het 138 m hoge gebouw met 33 verdiepingen en een 47 m breed rond gat in het midden van de cirkels biedt 85.000 m² kantoorruimte.
Het gebouw is eigendom van en fungeert als hoofdzetel van de Guangdong HongDa XingYe Group, een industriële groep actief in chemicaliën en plastics.
In het gebouw opereert ook de Guangdong Plastics Exchange, een beurs, eigendom van bovenvermelde groep, waar de Chinese prijzen voor verschillende plastics zoals pvc, PP, PE, ABS, PS, caustische soda en sodapoeder worden vastgelegd met de Guangdong Plastics Exchange Index (GDPE Index). De omzet van de beurs bedraagt jaarlijks meer dan 25 miljard euro.
Het gebouw in een buitenwijk op 40 min. van het stadscentrum wordt lokaal spottend de "flashy rijkemensencirkel" genoemd. De officiële naam van het gebouw werd toegekend na een wedstrijd waaraan het publiek kon deelnemen, met een prijzenpot van 100.000 yuan.
Voor de toekenning van de ontwerpopdracht werd een internationale architectuurwedstrijd uitgeschreven die in 2009 werd gewonnen door Di Pasquale, naast architect eveneens docent aan de Politecnico di Milano. De iconische dubbele jade schijf waarbinnen het gebouw is uitgebouwd zou volgens de architect refereren aan cirkelvormige jade juwelen en oude munten. Door de weerspiegeling in het water van de Parelrivier ontstaat een 8, wat dan weer een koninklijk symbool binnen de Westelijke Han-dynastie zou zijn, eveneens als jade sierwerk te bewonderen in het plaatselijke museum van het mausoleum van de Nanyue koning Zhao Mo, gelegen te Guangzhou. Er wordt zelfs in de projectdocumentatie gerefereerd aan de kwadratuur van de cirkel. De bouw is begonnen in 2010 en is afgerond in 2013.